# Puntius macrogramma
Puntius macrogramma är en fiskart som beskrevs av Kullander 2008. Puntius macrogramma ingår i släktet Puntius och familjen karpfiskar. IUCN kategoriserar arten globalt som otillräckligt studerad. Inga underarter finns listade i Catalogue of Life.